# Kaduna (rzeka)
Kaduna – rzeka w środkowej Nigerii, lewy dopływ Nigru. Jej długość wynosi 550 km. Źródła rzeki Kaduna znajdują się w zachodniej części wyżyny Dżos. 
Ważniejsze miasta nad Kaduną to Kaduna i Zungeru. Rzeka jest żeglowna w czasie wysokich stanów od Zungeru. W górnym biegu ma charakter rzeki okresowej.
Nazwa rzeki pochodzi od słowa kada, które w języku hausa znaczy "krokodyl".